# Каролина Августа Баварская
Каролина Шарлотта Августа Баварская (нем. Karoline Charlotte Auguste von Bayern; 8 февраля 1792[…], Мангейм, Margraviate of Baden — 9 февраля 1873, Вена) — дочь короля Баварии Максимилиана I и Августы Вильгельмины Гессен-Дармштадтской. В первом браке — наследная принцесса Вюртембергская, во втором — императрица Австрии.

## Биография
Принцесса Каролина Шарлотта Августа родилась в семье принца Максимилиана Иосифа Пфальц-Цвейбрюккен-Биркенфельдского, ставшего в 1799 году курфюрстом Баварии, и его первой супруги Августы Вильгельмины, урождённой принцессы Гессен-Дармштадтской (1765—1796). У принцессы было два брата — Людвиг и Карл Теодор и сестра Августа Амалия. В возрасте четырёх лет потеряла мать. В следующем году её отец женился на принцессе Каролине Баденской. В этом браке родились ещё пять сестёр.

### Первый брак
8 июня 1808 года шестнадцатилетняя принцесса Каролина Августа вышла замуж за наследного принца Вюртембергского Вильгельма. Венчание происходило по католическому и протестантскому обрядам. Брак был заключён из династических соображений. Вильгельм опасался, что Наполеон выберет ему невесту из своей семьи. Так случилось с принцем Карлом Баденским. Его свадьба с Августой Баварской расстроилась. Принц был вынужден жениться на приёмной дочери Наполеона — Стефании де Богарне. Вскоре после свадьбы Вильгельм и Каролина Августа разъехались.
31 августа 1814 года королевский суд Вюртемберга объявил брак Каролины Августы и Вильгельма расторгнутым. Официальное сообщение гласило, «что между упомянутыми высокими персонами не существует более брака, поэтому заключённый Вышеупомянутыми 8 июня 1808 г. брачный союз вследствие неудовлетворения ими в нём существенных требований, объявляется расторгнутым и прекращённым, и обе Высокие стороны получили разрешение в соответствии с законами Высочайшего королевского дома и своим вероисповеданием заключить повторный брак». Но Каролина Августа и баварский двор добивались аннулирования брака папой римским. Лишь 12 января 1816 года папа Пий VII признал брак несуществующим. А уже 12 (24) января 1816 принц Вильгельм в Санкт-Петербурге женился на великой княгине Екатерине Павловне, вдовствующей герцогине Ольденбургской

### Второй брак
10 ноября 1816 года принцесса Каролина Августа стала четвёртой супругой императора Франца II. Детей в этом браке не было. Императрица посвятила себя благотворительности и не играла никакой политической роли при дворе.
После смерти супруга в 1835 году жила в Зальцбурге. Скончалась императрица Каролина Августа 9 февраля 1873 года на следующий день после своего дня рождения. Похоронена рядом с супругом и его тремя жёнами в Императорском склепе.